# Industrihampa

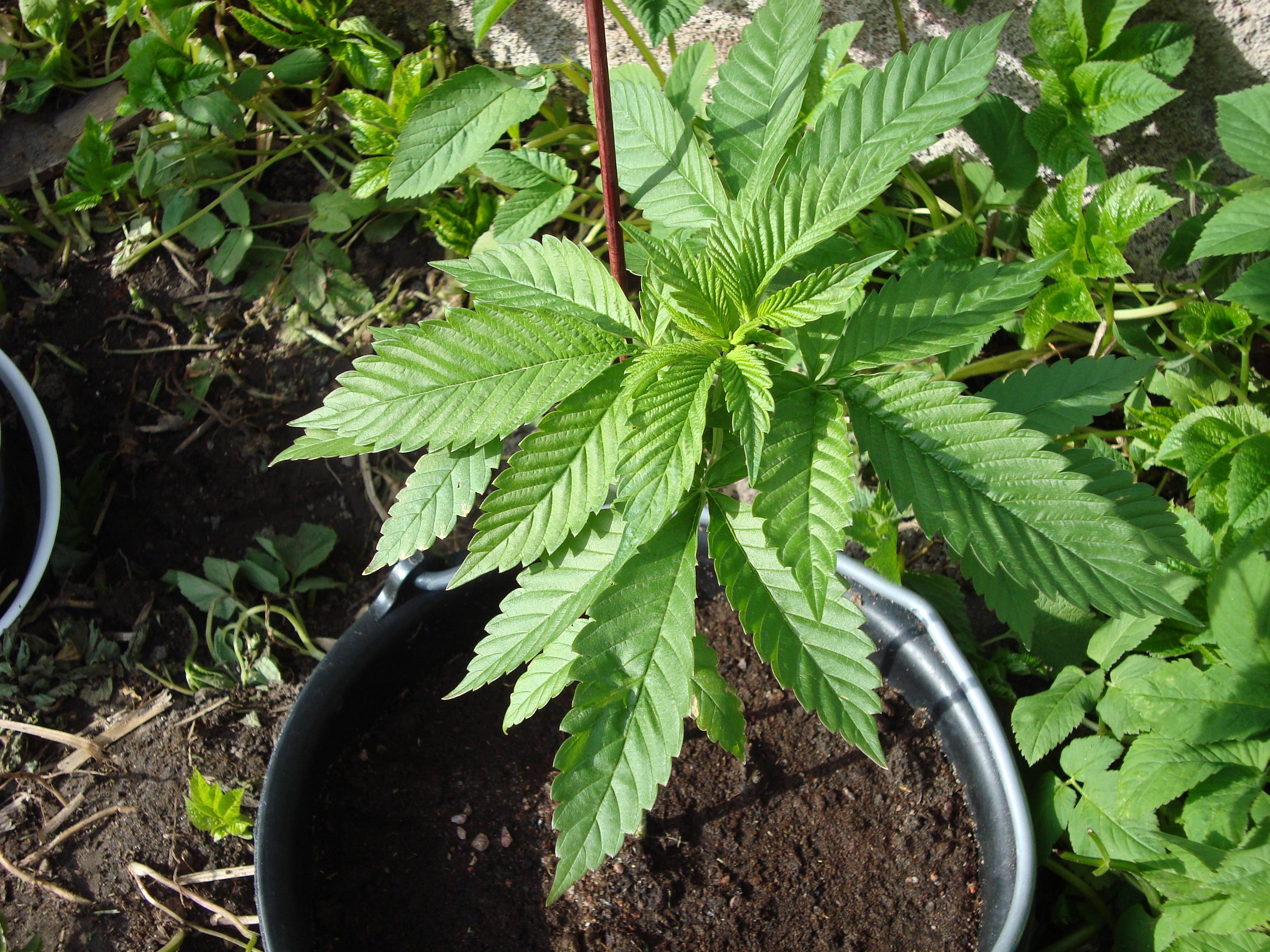
Cannabis light odlad i Finland.

Industrihampa är ett begrepp som vanligtvis hänvisar till den sort av hampa där mängden av den aktiva substansen tetrahydrocannabinol (THC) är låg eller obetydlig. Gränsnivåerna för mängden THC som industrihampa får innehålla varierar. I Sverige ligger gränsen på 0,3 % THC.

## Lagstiftning
Lagstiftningen ser olika ut i olika länder:
- Sverige: THC <0,3 %[1][2]
- Danmark: THC <0,2 %
- Mexiko: THC <1 % (endast för terapeutiskt bruk)[4]
- Polen: THC <0,2 %
- Rumänien: THC <0,2 % (endast för terapeutiskt bruk);
- USA: THC <0,3 % (den så kallade "Charlotte's Web")
- Schweiz: THC <1 %[5]
- Italien: THC < 0,5 %[6]